# The Machinist
Pour les articles homonymes, voir Machiniste.
Pour plus de détails, voir Fiche technique et Distribution.
The Machinist est un film hispano-franco-britannico-américain réalisé par Brad Anderson, sorti en 2004.

## Synopsis
Trevor Reznik est ouvrier dans une usine et souffre d'une insomnie sévère qui le rend de plus en plus émacié. Son aspect inquiétant et son comportement étrange tiennent ses collègues à l'écart. Finalement, ils se tournent vers lui après qu'il a été impliqué dans un accident qui provoquera la perte du bras gauche de son collègue Miller. Trevor, qui a été distrait par un collègue nommé Ivan, porte la responsabilité de l'accident. Personne ne connaît Ivan et il n'y a aucune trace de lui comme employé. Trevor ne semble trouver la paix que dans les bras de Stevie, une prostituée qui développe une véritable affection pour lui, ou en compagnie de Maria, une serveuse à l'aéroport où il passe toutes ses nuits blanches : il affirme ne pas avoir dormi depuis un an.
Trevor est hanté par de brefs éclairs récurrents, et les objets du quotidien prennent un air menaçant, comme son allume-cigare. Une mystérieuse série de post-it qui apparaissent sur son réfrigérateur représente un jeu du pendu ; ces incidents vaguement menaçants envoient Trevor encore plus loin dans la paranoïa. Il tente néanmoins d'établir une relation romantique avec Maria : il la rencontre dans un parc d'attractions, et accompagne son fils Nicholas sur un manège appelé "Route 666". Les lumières clignotantes de celui-ci entraînent une crise d'épilepsie de l’enfant. Trevor, incapable de penser clairement, soupçonne que les événements bizarres dans sa vie sont destinés à le rendre fou. Quelques indices le confortent dans cette perception, l'un d'eux est une photographie d’Ivan Reynolds, le collègue de Trevor qu’il semble être le seul à voir. Il la découvre dans le portefeuille de Ivan pendant que celui-ci se rend aux toilettes. Pendant l’entretien d’une machine, Trevor risque un accident de travail. Il s’en prend violemment à ses collègues qu’il croit être à l’origine de l’accident et est renvoyé.
Trevor est de plus en plus distrait et perturbé. Son électricité est coupée car il a oublié de payer les factures. Un liquide visqueux noir qui ressemble à du sang coule de la porte du réfrigérateur. Après plusieurs tentatives infructueuses de rencontrer Ivan, Trevor le suit en voiture mais arrive à court de carburant et note le numéro de plaque d’immatriculation. Un employé du service des immatriculations lui signale qu'il ne peut pas divulguer des renseignements personnels, sauf si un crime a été commis. Trevor se jette alors devant une voiture pour accuser Ivan de commettre un délit de fuite. Il se rend dans un bureau de police, remplit le constat en indiquant le numéro de la plaque de la voiture d’Ivan. Trevor est abasourdi lorsque l'enquêteur l’informe que la voiture en question est la sienne qu’il l'avait déclarée détruite dans un accident un an auparavant. Il s’enfuit et sème les policiers. Il se rend chez Stevie, qui s'occupe de lui et lave ses vêtements. Trevor y retrouve la photo de pêche d'Ivan et Reynolds dans un cadre. Il pense qu’Ivan est le mari de Stevie et il accuse celle-ci de conspirer contre lui. Stevie est confuse et lui dit qu’il s’agit d’une photo de lui et de Reynolds et pas d’Ivan. Trevor refuse de la regarder. Après un échange houleux, Stevie chasse Trevor. Il se rend alors dans la cafétéria de l’aéroport. Lorsqu’il demande où se trouve Maria, une serveuse inconnue lui dit qu’il n’y a pas d’employée de ce nom, qu'elle a servi Trevor chaque jour pendant un an et que c’est la première fois qu’il sort de son mutisme.
De retour dans sa rue, Trevor voit Ivan prendre Nicholas, qu’il semble avoir enlevé, pour le faire monter dans l'appartement de Trevor. Craignant le pire, celui-ci se faufile à l'intérieur. Nicholas semble se cacher et ne répond pas aux appels de Trevor. Il affronte Ivan dans la salle de bain et lui demande ce qu'il a fait de Nicholas. Trevor lutte avec Ivan et le tue. Il ouvre le rideau de douche, s'attendant à voir le cadavre de Nicholas, mais la baignoire est vide. Il va à son réfrigérateur et l'ouvre pour trouver des poissons en décomposition et d'autres aliments avariés. Plusieurs images lui reviennent à l'esprit dont la photo de pêche, qu’il perçoit maintenant plus clairement. Trevor est bien aux côtés de son collègue Reynolds, tout comme Stevie le disait. Ivan n'a jamais figuré sur la photo ; il faisait partie de l'illusion de Trevor. Le film revient alors sur la scène inaugurale au cours de laquelle Trevor essaie de se débarrasser du cadavre de quelqu'un (probablement Ivan), de le rouler dans un tapis pour le jeter dans l'océan. Le tapis s'ouvre : il n'y a rien à l'intérieur. Ivan tient une lampe de poche et rit.
Trevor est à la maison et se regarde dans un miroir, puis commence à répéter : « Je sais qui vous êtes ». Des images lui reviennent en mémoire. Il prend conscience de son propre rôle dans un accident avec délit de fuite un an plus tôt, dans lequel il a accéléré et a tué un garçon identique à Nicholas à cause de sa distraction en utilisant l'allume-cigare de la voiture. La mère de l'enfant a le visage de Maria, la serveuse, et elle était sur les lieux quand Trevor a pris la fuite. Sa culpabilité est devenue la cause profonde de son insomnie. Il remplit les lettres manquantes du jeu du pendu pour épeler « tueur » (killer). En retrouvant la mémoire profondément refoulée, il pense un moment aller à l'aéroport et à s'échapper. Au lieu de cela, il se rend dans le centre-ville vers le bureau de police, ce qui peut être considéré comme son "chemin du salut ". C'est en effet un des thèmes du film : face à une bifurcation dans la vie, quelle voie faut-il prendre ? Trevor avoue son délit de fuite. Deux policiers l’escortent jusqu'à une cellule. Il s’y couche et déclare qu'il a l'intention de dormir, pour la première fois depuis un an.

## Fiche technique
- Titre : The Machinist
- Réalisation : Brad Anderson
- Scénario : Scott Kosar
- Musique : Roque Baños
- Photographie : Xavi Giménez
- Montage : Luis de la Madrid
- Production : Julio Fernández
- Sociétés de production : Filmax Group, Castelao Pictures & Canal+ España
- Société de distribution : Paramount Classics
- Pays de production :  Espagne,  France,  Royaume-Uni,  États-Unis
- Langue : anglais
- Format : couleur — 35 mm — 2,35:1 — son Dolby Digital / DTS
- Budget : 5 000 000 $
- Genre : thriller, drame
- Durée : 102 minutes
- Dates de sortie :
  - États-Unis : 18 janvier 2004 (Festival du film de Sundance)
  - France : 19 janvier 2005
- Classification :
  - France : interdit aux moins de 12 ans

## Distribution
- Christian Bale (VF : Laurent Natrella) : Trevor Reznik
- Jennifer Jason Leigh (VF : Déborah Perret) : Stevie
- Aitana Sánchez-Gijón (VF : Barbara Delsol) : Maria
- John Sharian : Ivan
- Michael Ironside : Miller
- Lawrence Gilliard, Jr. (VF : Lucien Jean-Baptiste) : Jackson
- Reg E. Cathey (VF : Saïd Amadis) : Jones
- Robert Long (VF : Pierre Dourlens) : Le superviseur Furman
- Craig Stevenson : Tucker
- Anna Massey : Mme Shrike
- Matthew Romero Moore : Nicholas
- Colin Stinton (VF : Denis Boileau) : L'inspecteur Rogers

## Autour du film
- Une des chansons de la bande originale est After Hours qui évoque le film homonyme After Hours de Martin Scorsese, où le personnage principal, un peu à l'instar de Trevor Reznik — la tonalité de The Machinist est néanmoins beaucoup plus sombre —, est empêché de dormir tout au long d'une nuit blanche mémorable.
- L'acteur principal, Christian Bale, a perdu 28 kg en trois mois pour le rôle afin d'arriver à un poids de 55 kg[1]. Il a également perdu l'équivalent pour le film The Fighter. Puis, paradoxalement, il a dû retrouver la forme pour le film suivant Batman Begins, pour lequel il avait besoin de développer la musculature nécessaire pour bien intégrer le personnage.
- Le nom du personnage principal (Trevor Reznik) est un hommage au musicien américain Trent Reznor, membre du groupe Nine Inch Nails.
- L'histoire se déroule dans les quartiers de Los Angeles mais le film a été tourné dans la banlieue barcelonaise.
- Dans les commentaires bonus du DVD le scénariste Scott Kosar parle de l'influence du roman Le Double de Fiodor Dostoïevski sur ce film qui fait référence à l’œuvre de l'écrivain russe par plusieurs détails :
  - vers le début du film, Trevor Reznik, le personnage principal, est vu avec le livre L'Idiot,
  - lors de la traversée de l'attraction « route 666 » on voit dans le décor un panneau avec « Crime et Châtiment » marqué dessus,
  - le nom du personnage Ivan : dans Les Frères Karamazov, Ivan, l'un des personnages, est un intellectuel matérialiste qui cherche à savoir si tout est permis, dans la mesure où Dieu n'existe pas, et qui, à un moment, a une hallucination et se croit visité par le diable.

## Récompenses
- 2004 : Festival international du film fantastique de Neuchâtel : Prix H.R. Giger "Narcisse du meilleur Film", Méliès d'argent du meilleur long métrage européen